# L'estret camí cap al nord profund (minisèrie)
L'estret camí cap al nord profund (títol original en anglès, The Narrow Road to the Deep North) és una minisèrie de televisió dramàtica australiana del 2025. Basada en la novel·la homònima de Richard Flanagan, va ser escrita per Shaun Grant i dirigida per Justin Kurzel. És protagonitzada per Jacob Elordi, Odessa Young i Ciarán Hinds. La sèrie se centra en Dorrigo Evans al llarg de tres períodes: abans del seu desplegament a la Segona Guerra Mundial, durant el seu temps com a presoner de guerra a l'Extrem Orient i diverses dècades després de la guerra. Cada període revela diferents parts de l'afer amorós de Dorrigo amb l'esposa del seu oncle, l'Amy. La sèrie es va estrenar a Amazon Prime el 18 d'abril de 2025 amb aclamació de la crítica.
El rodatge principal va començar el novembre de 2023 i va continuar fins al març de 2024.